# Medaglia degli evasi
La Medaglia degli evasi (in francese: "Médaille des Évadés") fu una medaglia commemorativa della Repubblica Francese istituita il 20 agosto 1926 per premiare quei soldati che furono prigionieri di guerra e che riuscirono a fuggire o morirono nel tentativo di fuggire. La medaglia venne istituita per premiare non solo i soldati della prima guerra mondiale, ma anche quelli della guerra franco-prussiana del 1870 ancora in vita. Il suo statuto venne poi corretto per includere anche i soldati della seconda guerra mondiale e di altri conflitti che ebbero la medesima sorte.

## Descrizione della medaglia
La medaglia è costituita da un disco in bronzo circolare di 30 mm di diametro riportante sul diritto il busto della personificazione della Francia rivolto verso sinistra attorniato dalla legenda "RÉPUBLIQUE FRANÇAISE" ("REPUBBLICA FRANCESE"), mentre il rovescio riporta al centro le parole "MÉDAILLE DES ÉVADÉS" ( in italiano "MEDAGLIA DEGLI EVASI" ) all'interno di una corona d'alloro.
La medaglia pende da un nastro che passa attraverso l'anello di sospensione incorporato. Questo nastro di seta moiré è largo 36 mm e di colore verde con al centro una striscia arancione di 7 mm e due laterali di 2 mm ciascuna del medesimo colore.